# Instituto Histórico e Geográfico do Pará

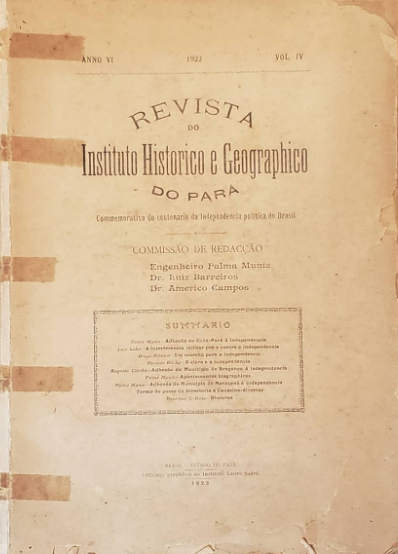
Edição de 1922 da Revista do Instituto Histórico e Geográfico do Pará.

O Instituto Histórico e Geográfico do Pará (abreviado IHGP, inicialmente chamado "Instituto Histórico, Geográfico e Etnográfico do Pará") é uma instituição científica (histórica, geográfica, cultural e etnográfica) do Estado do Pará, localizada no Solar Barão de Guajará na cidade brasileira e capital paraense Belém, fundado em 1900 no contexto da Primeira República do Brasil, durante as comemorações do "Quarto Centenário do Descobrimento do Brasil" com objetivo de resguardar a história regional e manter a memória nacional. É uma associação representada por pessoas da historiografia e intelectualidade, possuindo 40 cadeiras que são ocupadas por sócios efetivos.
O Instituto foi fundado na mesma ocasião de instituição da Academia Paraense de Letras e da Liga Humanitária.

## História
Sua criação aconteceu em 3 de maio de 1900, devido comemoração do governo do Pará ao 4º Centenário do descobrimento do Brasil na então administração de Paes de Carvalho, a data 3 de maio foi escolhida como uma referência ao dia em que era considerado a descoberta do Brasil. Além disso, assim como os outros institutos históricos e geográficos, o Instituto nasceu com o intuito de resguardar a história regional e manter a memória nacional.
Alguns anos depois, muitos sócios do Instituto começaram a se dispersar o que fez com que o IHGP quase desaparecesse. No entanto, em 1916, sua reinstalação foi estimulada com a comemoração do Tricentenário da Fundação de Belém. O Instituto Histórico e Geográfico do Pará acabou se tornando uma instituição científico-cultural no contexto pós-1917 depois que foi refundada quebrando ligações com a Academia Paraense de Letras.
A reinauguração do IHGP retomou as publicações da RIHGP (Revista do Instituto Histórico e Geográfico do Pará), que antes havia tido apenas 3 edições entre 1900 e 1917.Seu objetivo era ter alcance tanto nacional quanto internacional e difundir a história e a geografia amazônica. 
Em 1924 ocorreu a primeira paralisação após a refundação do IHGP devido a um movimento militar, de esfera nacional, liderado por Isidoro Dias Lopes, em São Paulo. Somado com a crise da borracha em 1925, os intelectuais passaram a ver a história do Pará como decadente. 
Durante a década de 70 o Instituto é completamente abandonado pelo governo e parte de seus sócios. Com o avanço da ciência no final do século XX e no início do século XIX, o interesse dos sócios era o reconhecimento das especificidade da Amazônia e mais tarde reivindicam o status da IHGP como órgão representativo da região e não somente do Estado do Pará. 

## Curiosidades
O Instituto Histórico e Geográfico do Pará tem uma revista online, para informar as matérias cientificas e culturais acerca dos assuntos trabalhados dentro do instituto.
Ele também oficializou um hino composto por Célio Simões (letra) e Vicente Fonseca (musica), ambos moram em Belém, o evento ocorreu na APL (Academia Paraense de Letras).  
O Instituto possui em seu acervo, uma grande coleção de originais fotográficos que retratam registros desde a época do Império até o começo da República.
No ano de 2015, o governo dos Estados Unidos proporcionou, patrocinando a recuperação do acervo, a digitalização do material. Há também telas de grande valor histórico, como belíssimos retratos de Dom Pedro II, feitos pelo artista paraense Constantino Chaves da Motta.

## Parceria com o Museu de Artes da UFPA
Em Junho do ano de 2016, o Museu de Artes da Universidade Federal do Pará (UFPA) laçou em uma vernissage, em parceria com o Instituto Histórico e Geográfico do Pará, a exposição de arte "Diálogo entre Coleções". Essa foi a primeira oportunidade do público geral ter acesso a coleção inédita do IGHP, recuperada em 2015 pelos Estados Unidos.
Além do acervo do Instituto, a exposição contou com peças da coleção contemporânea do museu, incluindo fotos de Walda Marques e obras de Teodoro Braga, Carmem Souza e Marinaldo Santos.

## Sócios fundadores
Relação dos fundados do instituto em 1900:
1. Arthur Otávio Nobre Viana
2. Américo Santa Rosa
3. Arthur Lemos
4. Augusto Olímpio de Araújo e Souza
5. Antônio Firmo Dias Cardoso
6. Armando Gentil
7. Antonio Passos de Miranda
8. Antônio da Costa e Silva
9. Antônio José de Lemos
10. Antônio Sérgio Ferreira
11. Bento Miranda
12. Bernardino Pinto Marques
13. Bento de Figueiredo Tenreiro Aranha
14. Celestino Ferreira
15. Domingos Antônio Raiol (Barão de guajará)
16. Cônego Domiciano Herculano Perdigão Cardoso
17. Monsenhor Domingos Maltez
18. Emil Augusto Goeldi
19. Eneias Martins
20. Estephânio Barroso
21. Ernesto Adolpho de Vasconcelos Chaves
22. Euphrosino Nery
23. Eládio de Amorim Lima
24. Estephânio Francisco da Silva
25. Francisco Ferreira de Vilhena Alves
26. Flávio Cardoso
27. Comandante Felipe Duarte
28. Francisco José de Sales
29. Gentil Bitencourt
30. João Lúcio de Azevedo
31. Higino Amanajás
32. João Antônio Luís Coelho
33. Cônego João Ferreira de Andrade Muniz
34. Henrique Santa Rosa
35. Genuino amazonas de Figueiredo
36. José Coelho da Gama e Abreu (Barão de Marajó)
37. José Olintho Barroso Rebelo
38. Justiniano de Serpa
39. Jacques Huber
40. João Luis de La-Rocque
41. José Barbosa Rodrigues
42. Luiz Demétrio Tavares
43. Manoel Ignácio da Cunha
44. Manoel Baena
45. Manoel Miranda Simões
46. Misael Corrêa Seixas
47. Otávio Pires
48. Raimundo Bertoldo Nunes
49. Raimundo Meschiades Alves da Costa
50. Raimundo Ciríaco Alves da Cunha
51. Samuel Wallace MacDowell
52. Sabino Henrique da Luz
53. Major Thomaz Cavalcante
54. Theodoro de Brito Pontes
55. Virgílio Cardoso de Oliveira
56. Victor Manoel de Azevedo Barranca